# کولی، گلاسترشر
کولی (به انگلیسی: Cowley) یک روستا و محله مدنی در بریتانیا است که در Cotswold واقع شده‌است. کولی ۳۳۷ نفر جمعیت دارد.